# Amphoe Suwannakhuha
Suwannakhuha (สุวรรณคูหา) est un district (amphoe) situé dans la province de Nong Bua Lam Phu, dans le nord-est de la Thaïlande.
Le district est divisé en 8 tambon et 92 muban. Il comprenait plus de 66 000 habitants en 2005.